# Grande Hermine (Nef)
Pour les articles homonymes, voir La Grande Hermine et Hermine (homonymie).
La Grande Hermine est une nef-caraque trois-mâts carré française, navire amiral d'une flotte de 3 navires, des 2e (1535-1536) et 3e voyages (1541-1542) de Jacques Cartier vers le Canada, qu'il découvre lors de son premier voyage de 1534, pendant la période des grandes découvertes.

## Historique

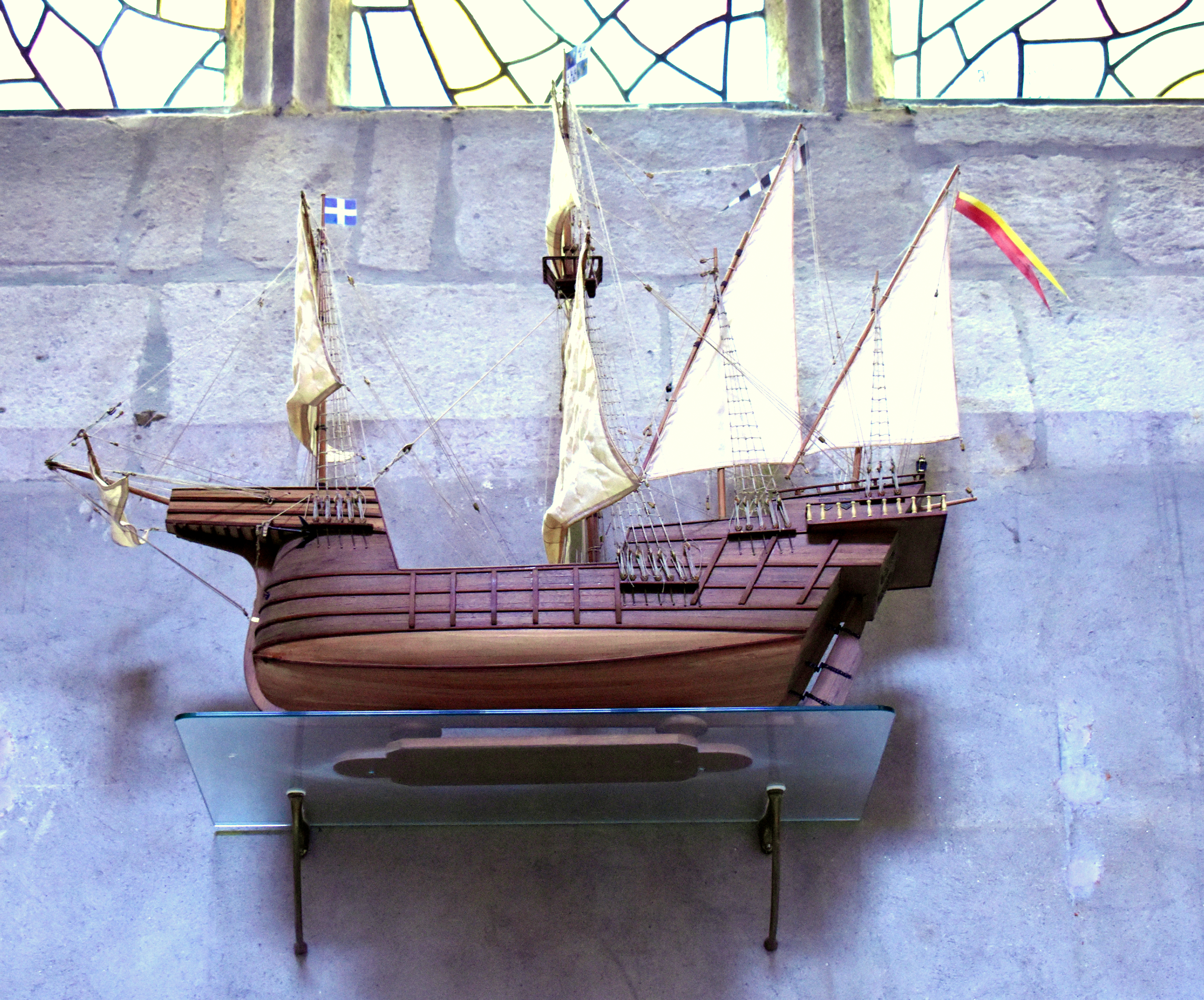
Maquette de la Grande Hermine, du tombeau de Jacques Cartier, cathédrale Saint-Vincent de Saint-Malo.

À la suite du voyage sur la route des Indes du XIIIe siècle, de l'explorateur vénitien Marco Polo, en suivant les routes de la soie et des épices de l'époque, vers Constantinople jusqu'à Pékin en Chine, en Indes orientales et en Indonésie, Christophe Colomb explore sans succès une nouvelle route commerciale maritime espagnole vers les Indes orientales en traversant l'océan Atlantique, pour finalement découvrir l'Amérique en 1492 (le Nouveau Monde) avec son navire amiral Santa María. Vasco de Gama explore et découvre à son tour une nouvelle route des Indes vers l'océan Indien, par le cap de Bonne-Espérance en Afrique du Sud, entre 1497 et 1499, avec son navire amiral portugais São Gabriel. Fernand de Magellan découvre une route des Indes par le détroit de Magellan, au sud du Nouveau Monde, par lequel il accomplit le premier tour du monde entre 1519 et 1522 (circumnavigation de Magellan-Elcano) avec son navire amiral espagnol Victoria.

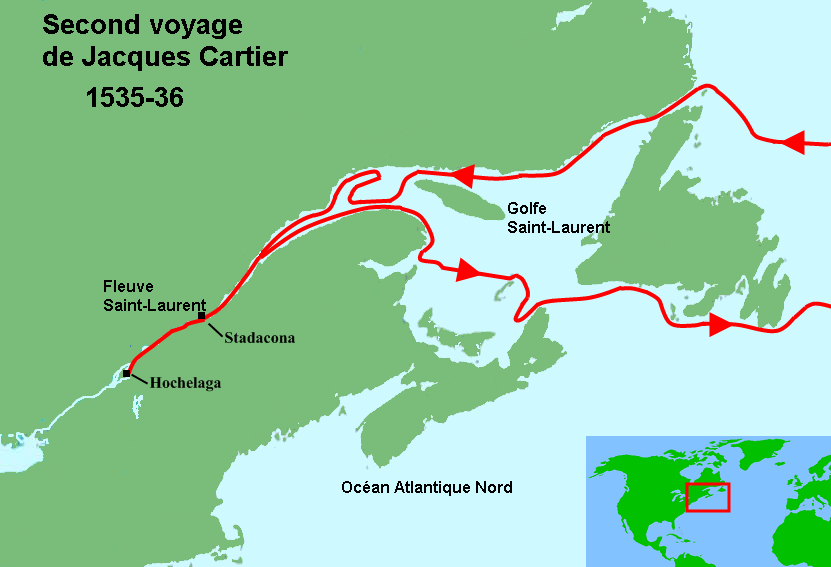
Carte du second voyage de Jacques Cartier, vers Stadaconé (Québec) et Hochelaga (Montréal) du fleuve Saint-Laurent.

Le navigateur breton de Saint-Malo Jacques Cartier entreprend à son tour de découvrir sans succès une route des Indes en explorant le nord du Nouveau Monde, au nom du roi de France et duc de Bretagne François Ier. Il découvre finalement Terre-Neuve, le golfe du Saint-Laurent, le Québec et le Canada (la Nouvelle-France) lors de son premier voyage, après vingt jours de traversée du 20 avril au 10 mai 1534 (lieux déjà connus de quelques marins bretons de grande pêche).
Il entreprend un second voyage, entre 1535 et 1536, avec ce navire amiral Grande Hermine de 120 tonneaux, accompagné des deux autres navires la Petite Hermine (60 tonneaux) et l'Émérillon (40 tonneaux) avec un équipage de 110 marins. Le nom de Grande et Petite Hermine fait référence à l'hermine blanche, répandue en Europe du Nord et au Canada, fourrure très prisée par le roi de France, symbole de royauté. L'hermine (héraldique) est également un symbole traditionnel historique des armoiries de la Bretagne du duché de Bretagne.  

Armoiries de Saint-Pierre-et-Miquelon

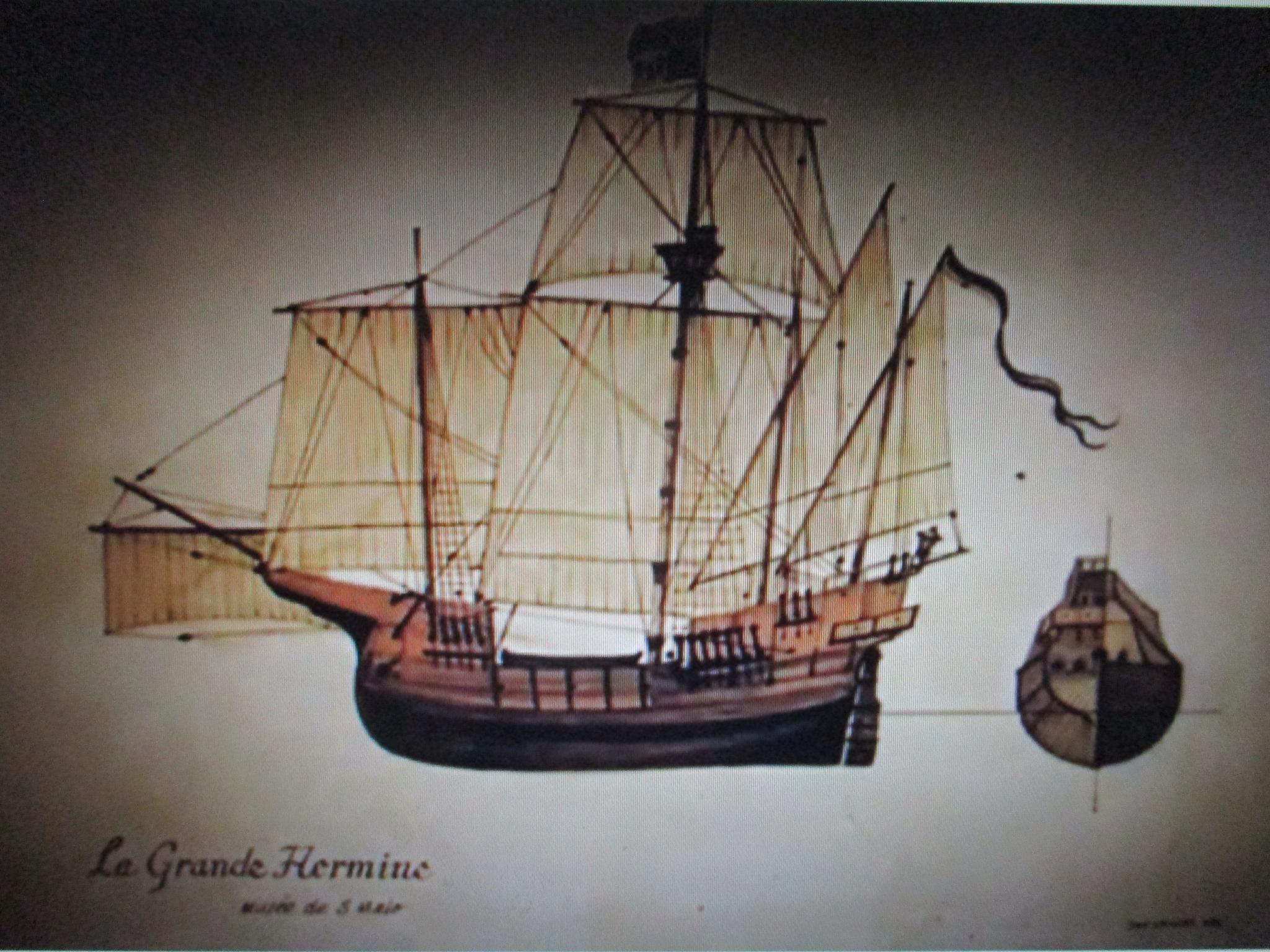
La Grande Hermine, musée d’Histoire de la Ville et du Pays Malouin.

La flotte part du port de Saint-Malo en Bretagne le 16 mai 1535, pour arriver le 7 septembre de la même année à l'île aux Coudres du golfe du Saint-Laurent, pour explorer une partie du fleuve Saint-Laurent, avec entre autres la baie de Gaspé, Québec (ville), la rivière Saint-Charles, et le mont Royal (actuel Montréal)... Jacques Cartier retourne à Saint-Malo en juillet 1536, en passant le 15 juin 1535 par Saint-Pierre de Saint-Pierre-et-Miquelon (la Grande Hermine et l'hermine (héraldique) étant depuis des symboles des armoiries de Saint-Pierre-et-Miquelon et du drapeau de Saint-Pierre-et-Miquelon).
La Grande Hermine fait à nouveau partie de la flotte de 5 navires du 3e voyage de Jacques Cartier au Canada, de 1541 à 1542.

## Hommages
- Lieu historique national Cartier-Brébeuf de Québec (ville) : site de commémoration du deuxième voyage de Jacques Cartier et de son équipage.
- Une réplique de la Grande Hermine est construite pour l'Exposition universelle de 1967 de Montréal[4].
- La Grande Hermine est représentée symboliquement sur les armoiries de Saint-Pierre-et-Miquelon et drapeau de Saint-Pierre-et-Miquelon.
- Musée-manoir de Limoëlou de Jacques Cartier, près de Saint-Malo en Bretagne.

Drapeau de Saint-Pierre-et-Miquelon.
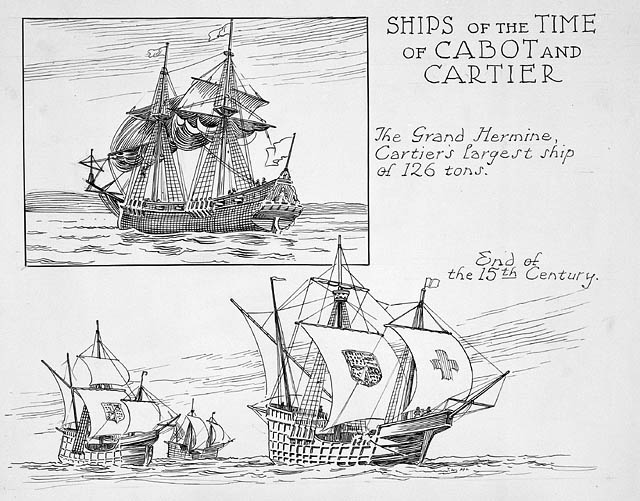
Grande Hermine, Petite Hermine et Émérillon.
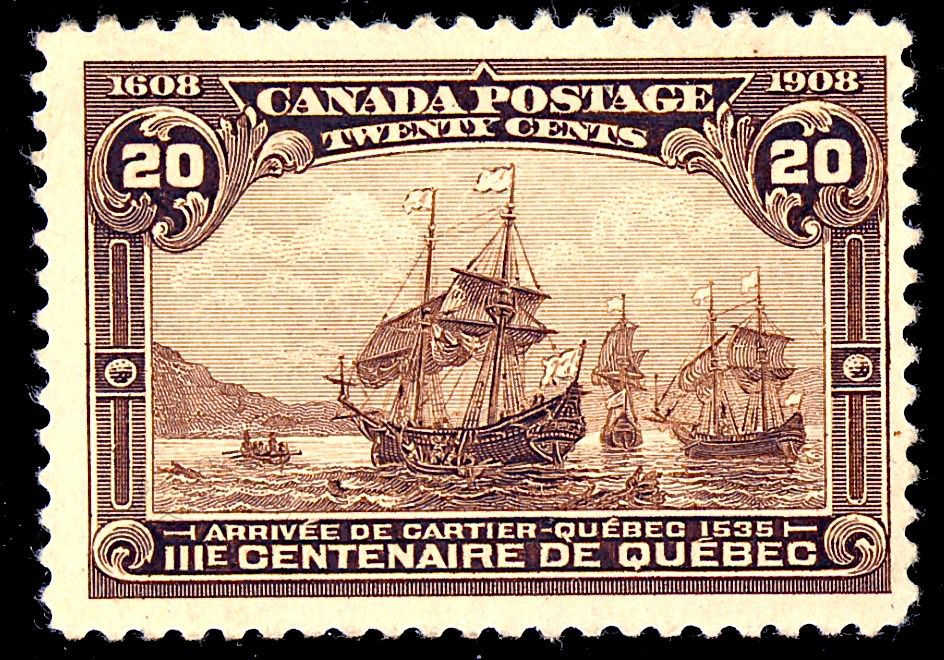
Timbre du 3e centenaire de Québec (ville).
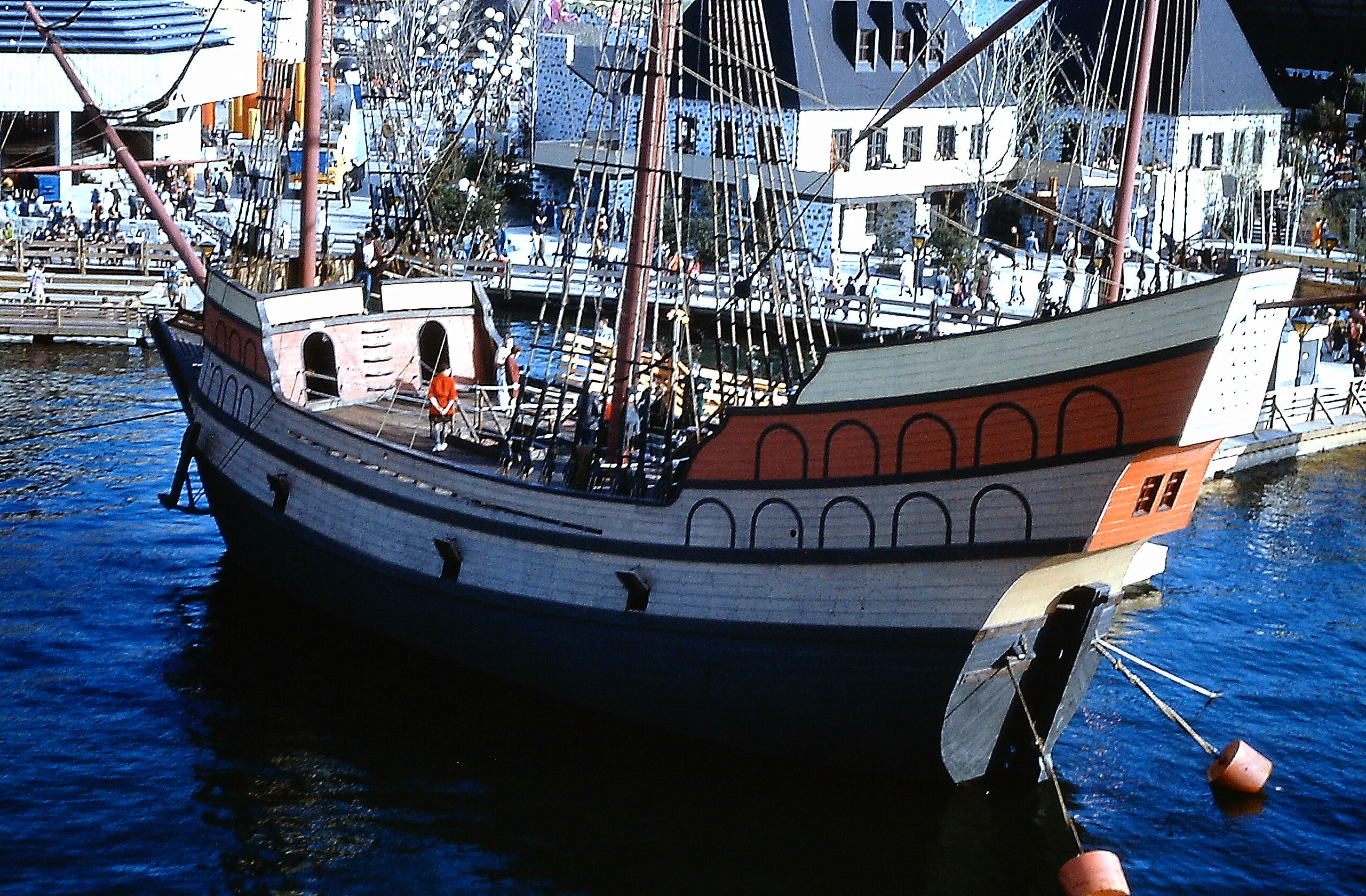
Réplique de la Grande Hermine, de l'Exposition universelle de 1967 de Montréal.
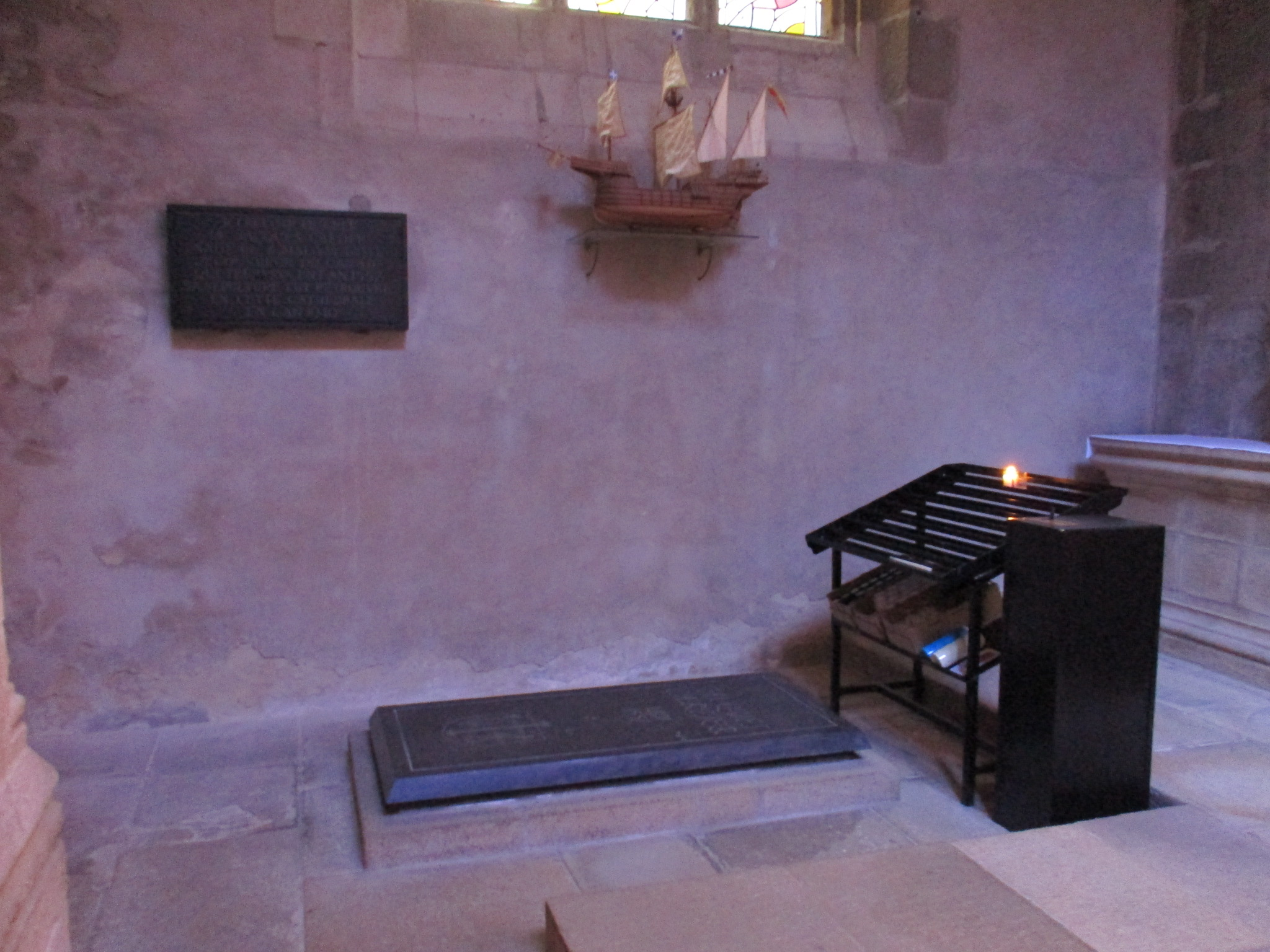
Maquette de la Grande Hermine, du tombeau de Jacques Cartier, cathédrale Saint-Vincent de Saint-Malo.